# Фролов, Андрей Дмитриевич
Андрей Дмитриевич Фроло́в (24 августа 1917 года, д. Ик, Тобольская губерния — 7 мая 1984 года, Исилькуль, Омская область) — гвардии старший лейтенант, участник Великой Отечественной войны, Герой Советского Союза (1945).

## Биография
Родился 24 августа 1917 года в деревне Ик Каргалинской волости Тарского уезда Тобольской губернии.
После окончания семи классов школы работал трактористом в колхозе.
В 1938 году был призван на службу в РККА. 
В 1939 году окончил полковую школу и был назначен командиром разведотделения и помощником командира взвода.
С начала Великой Отечественной войны — воевал в звании старшего сержанта на Карельском фронте.
При обороне Петрозаводска возглавил разведывательную группу из девяти человек, захватившую пленного в тылу противника и доставившую его через линию фронта несмотря на миномётный огонь.
В 1942 году вступил в ВКП(б).
В июне 1942 года А. Фролову присвоили звание старший лейтенант и назначили заместителем командира роты.
В марте 1944 года в районе Новгорода возглавил разведгруппу из 12 человек для захвата пленного на переднем крае, в ходе вылазки в немецкую траншею лично разоружил и захватил пленного. 
К октябрю 1944 года гвардии старший лейтенант А. Фролов командовал взводом противотанковых ружей отдельного лыжного батальона (10-й гвардейской стрелковой дивизии, 99-го стрелкового корпуса, 14-й армии, Карельского фронта). Отличился во время Петсамо-Киркенесской операции. 7 октября 1944 года во главе группы из 40 человек переправился через реку Титовка и, разгромив немецкий батальон, прорвался к реке Петсамо-Йоки, переправился через неё и захватил плацдарм на её берегу, продержавшись на нём до переправы основных сил. В ходе дальнейшего наступления его группа перерезала важную развилку дорог и отразила две немецкие контратаки.
Указом Президиума Верховного Совета СССР от 24 марта 1945 года за «мужество и героизм, проявленные в Петсамо-Киркенесской операции», гвардии старший лейтенант Андрей Фролов был удостоен звания Героя Советского Союза.
В боях два раза был ранен и контужен. После окончания войны был уволен в запас. Проживал и работал городе Исилькуль Омской области.
Работал шофером на Исилькульском комбинате стройматериалов, в 1956 году перешёл на работу в Исилькульское профтехучилище  № 28 (в котором работал шофёром, шофером-инструктором и заместителем директора по хозяйственной части).
Указом Президиума Верховного Совета СССР от 25 ноября 1948 года был лишён звания Героя Советского Союза, однако 31 августа 1976 года восстановлен в звании.
В 1978 году вышел на пенсию.
Являлся председателем Исилькульского районного совета ветеранов войны и труда.
Умер 7 мая 1984 года.

## Награды и звания
- медаль «Золотая Звезда»[1] (№ 7257)[4]
- орден Ленина[1][4]
- орден Красного Знамени[4] (1944)[1]
- орден Отечественной войны 2-й степени[1][4]
- орден Красной Звезды (1942)[1]
- пять медалей[1]

- звание "Отличник профтехобразования СССР"[1]

## Память
В честь А. Фролова названа улица в селе Чебаклей Викуловского района.